# Огюст Анрі Дюмеріль
Огюст Анрі Андре Дюмеріль (фр. Auguste Henri André Duméril; нар. 30 листопада 1812 — пом. 12 листопада 1870) — французький зоолог. Його батько Андре Марі Констант Дюмеріль (1774—1860) також був зоологом.
Дюмеріль навчався в Паризькому університеті, а в 1844 році став доцентом порівняльної фізіології в рідному університеті. У 1857 році став професором герпетології та іхтіології в Національному музеї природознавства в Парижі. У 1869 році Дюмеріль обраний членом Академії наук.
У 1851 році зі своїм батьком опублікував Catalogue méthodique de la collection des Reptiles . З зоологом Марі Фірмін Бокурт (1819—1904) був співатором книги Mission scientifique au Mexique et das l'Amérique Centrale, що була результатом наукової експедиції Бокурта до Мексики та Центральної Америки у 1864—1866 роках. Розділ про плазунів вважається найкращим досягненням Дюмеріля в галузі герпетології. Після смерті Дюмеріля Бокурт продовжив працювати над книгою з Леоном Вайло (1834—1914) та іншими вченими.
В рамках збірки Collection des Suites à Buffon він видав двотомне іхтіологічне дослідження під назвою Histoire naturelle des poissons, ou Ichtyologie générale (1865, 1870), яке доповнило праці Жоржа Кюв'є (1769—1832) та Ашиля Валенсьєна (1794—1865). Він описував види, що не були охоплені двома відомими натуралістами. Дюмеріль також провів значні дослідження аксолотля (Ambystoma mexicanum).
Огюст Дюмеріль помер в 1870 році під час облоги Парижа.